# Milkcow Blues Boogie/You're a Heartbreaker
Milkcow Blues Boogie/You're a Heartbreaker è il terzo singolo di Elvis Presleypubblicato su disco in vinile a 45 giri e disco in gommalacca a 78 giri.

## Descrizione
I due brani furono registrati il 28 dicembre 1954 e pubblicati l'8 gennaio 1955. Milkcow Blues Boogie è una cover di un blues di Kokomo Arnold; nella versione di Presley è molto più veloce e con una serie di variazioni musicali. Il brano fu inserito nel 1959 nell'album antologico A Date with Elvis. Sul lato B invece venne incisa una cover di You're a Heartbreaker, un brano country-blues di Jack Sallee, lanciato da Jimmy Heap.

## Tracce
Lato A
1. Milkcow Blues Boogie – 2:34 (Kokomo Arnold)

Lato B
1. You're a Heartbreaker – 2:10 (Jack Sallee)

## Formazione
- Elvis Presley – voce solista, chitarra acustica ritmica
- Scotty Moore – chitarra elettrica solista
- Bill Black – basso